# Szent János apostol templom (Máriahalom)
A Szent János apostol plébániatemplom a Komárom-Esztergom vármegyei Máriahalom római katolikus plébániatemploma az Esztergom-Budapesti főegyházmegye dorogi espereskerületében. Kis alapterülete dacára a településképet egyértelműen meghatározó, jellegzetes épület, mely közvetlenül a falun átvezető országút kis kiteresedése mellett magasodik.

## Története
Az 1930-as évekig Kirva nevet viselő Máriahalom plébániáját 1805-ben alapították, a középkorban már létezett település török hódoltság utáni, katolikus vallású, jórészt württembergi származású német családokkal történt újratelepítését követően (de katolikus anyakönyvezés már 1787-től folyt a faluban). Eleinte az egyházközségnek csak szükségkápolnája volt, majd a közösség 1821-ben önálló templom építésébe fogott. A késő barokk stílusban épült, 290 négyzetméteres alapterületű istenháza építését 1824-ben fejezték be, és Szent János evangélista nevére szentelték fel.
Az egyhajós, egyenes szentélyzáródású, keleti homlokzati tornyos kis templomépület a 20. században több jelentős felújításon is átesett, többek között 1938-ban, 1958-ban és 1974-ben; a másodikként említett renoválást megelőző esztendőben, 1957-ben sort kerítettek az egyházközség tulajdonában lévő plébániaépület felújítására is. A Dorogi Espereskerülethez tartozó templom ma „műemlék jellegű” minősítéssel rendelkezik, műemléki törzsszáma 2497, azonosítója 6328.
A templom búcsúnapja május 6.

## Berendezése
A templom legrégebbi berendezési tárgyai a főoltár és a szószék, mindkettő még 1770 körül épülhetett és máshonnan kerültek ide. Mellékoltárai a 19. század második felében készültek, orgonáját 1883-ban építette Országh Sándor orgonaépítő mester. Faliképei valamikor 1945 után készültek, mindegyikük Kákonyi Asztrik alkotása. A két szintes torony jellegzetes alakú, íves gúlasisakja fémlemez fedésű, a templomhajó és az ahhoz jobb oldalról (északról) kapcsolódó, négyzet alaprajzú sekrestye kontytetőjének héjazata pala anyagú.
A bejárati kapu viszonylag modern kiképzésű, amelyen belépve a látogató először egy szélfogóba ér. A szélfogóból egy íves formájú, üvegezett faajtón keresztül lehet bejutni a templom tényleges belső terébe, de magát a szélfogót is kettéosztja egy, az épület hossztengelyére merőleges, erős vasrács. Ez utóbbi pedig lehetővé teszi, hogy a templom kapuját nyitva lehessen tartani a templom rendes nyitvatartási idején túl is az érdeklődő turisták, arra járók számára, a lopási vagy rongálási kár számottevő veszélye nélkül.

## A templom papjai

### Plébánosok
Jelenleg
- 2013– : Simonyi Molnár Balázs plébániai kormányzó

Korábban

## Képgaléria

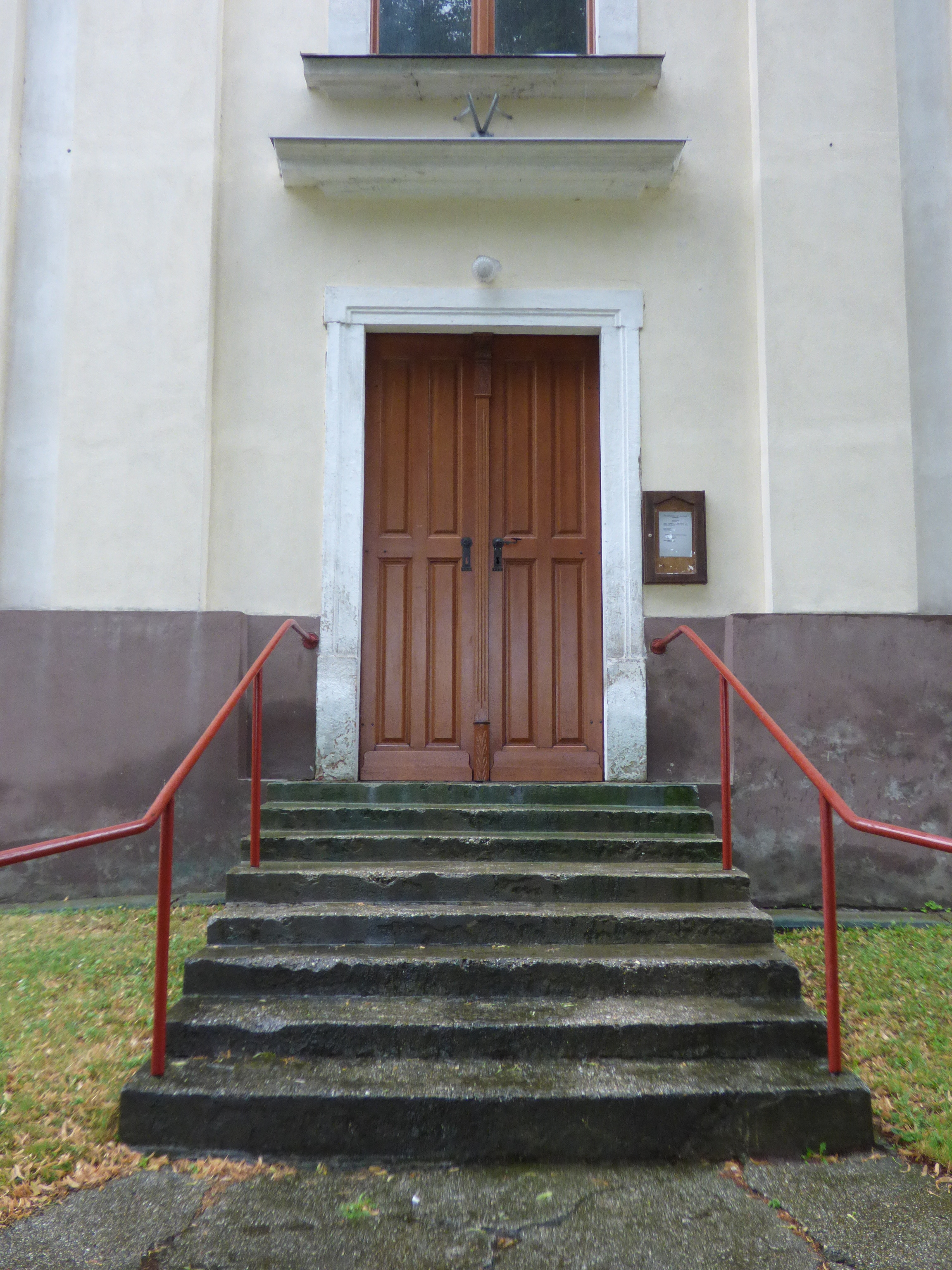
A templom bejárata
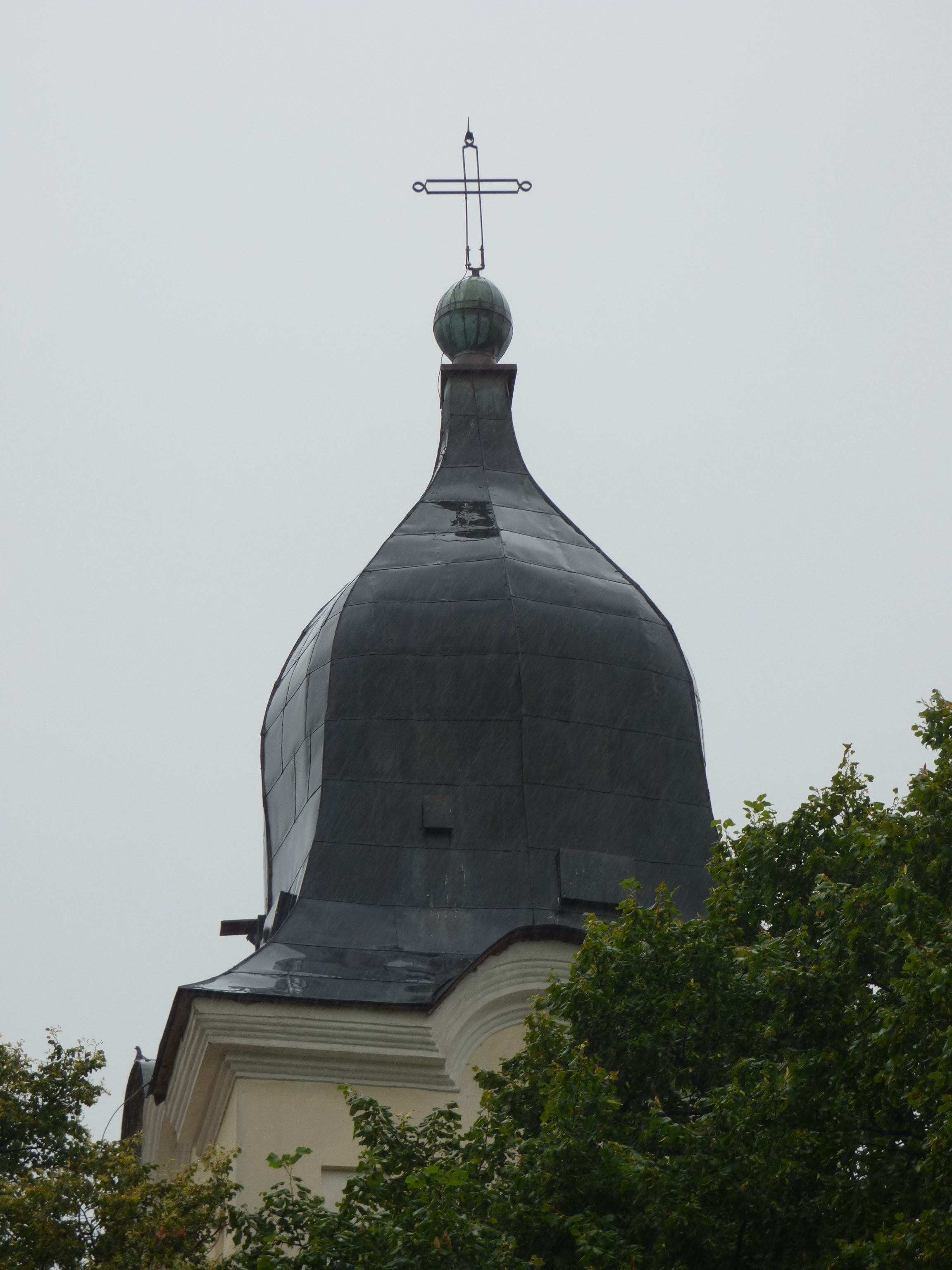
A templom toronysisakja
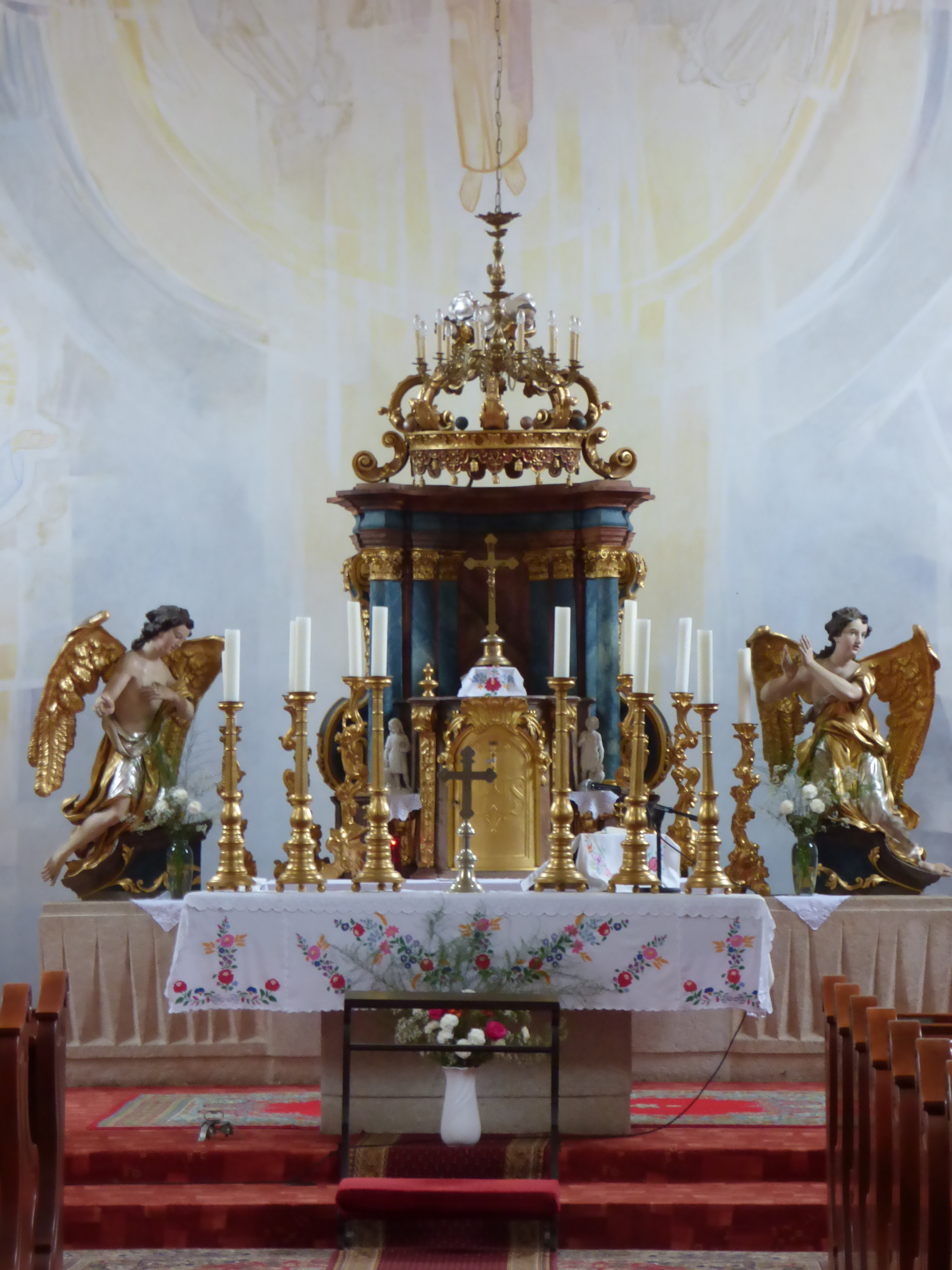
A máriahalmi templom főoltára
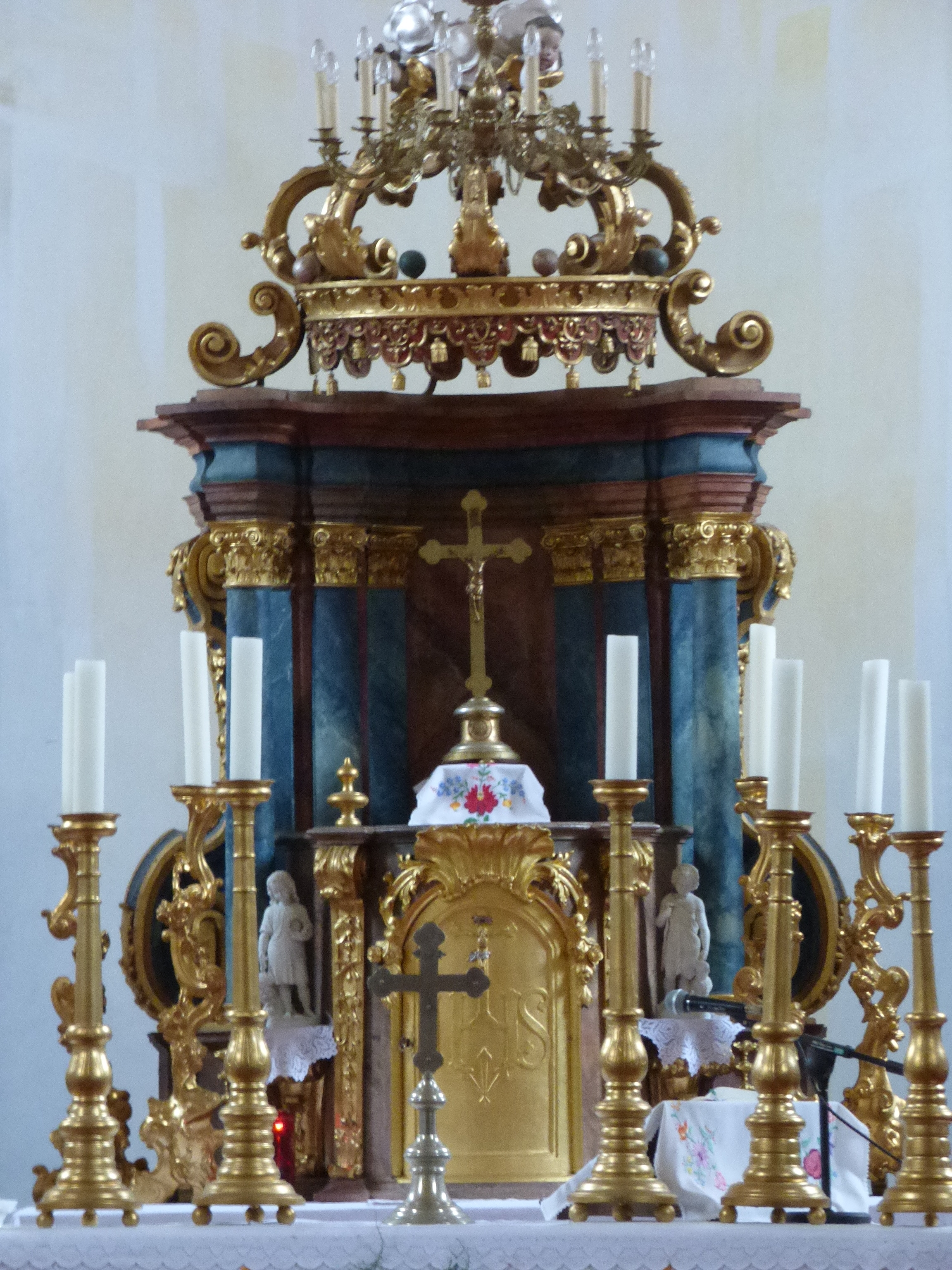
Az oltár részlete
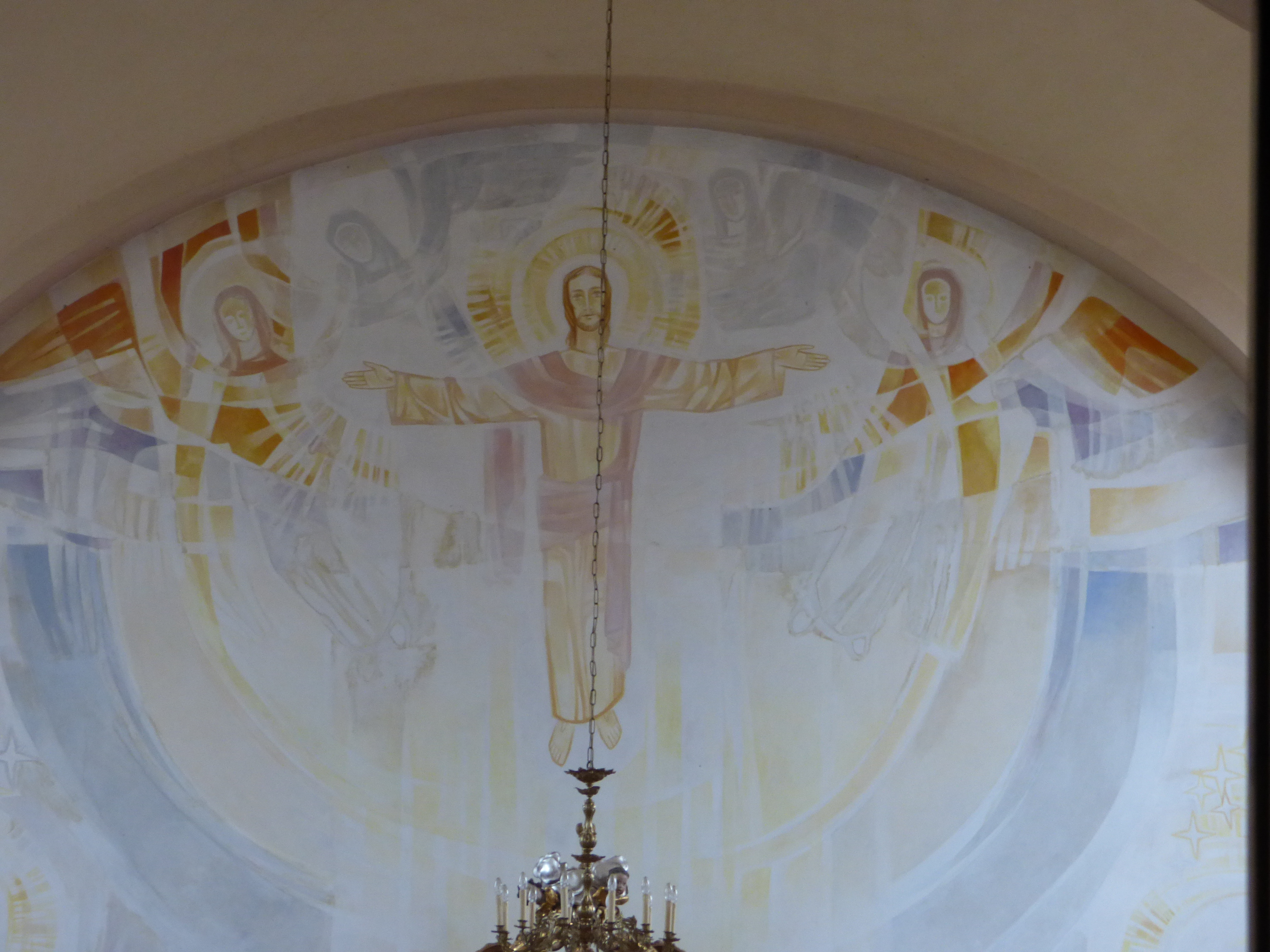
Freskó a főoltár felett
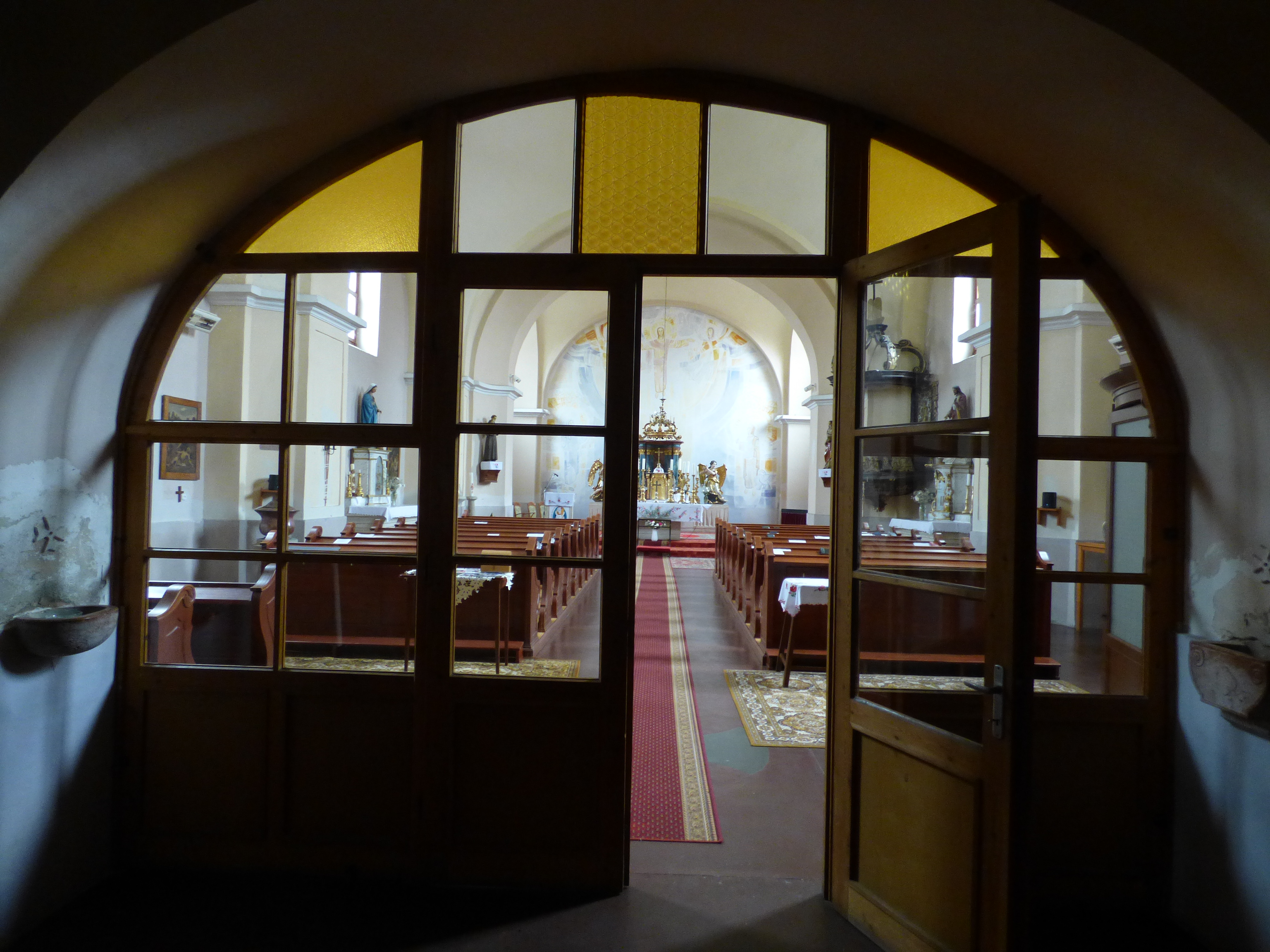
A templom belső tere a bejárat felől
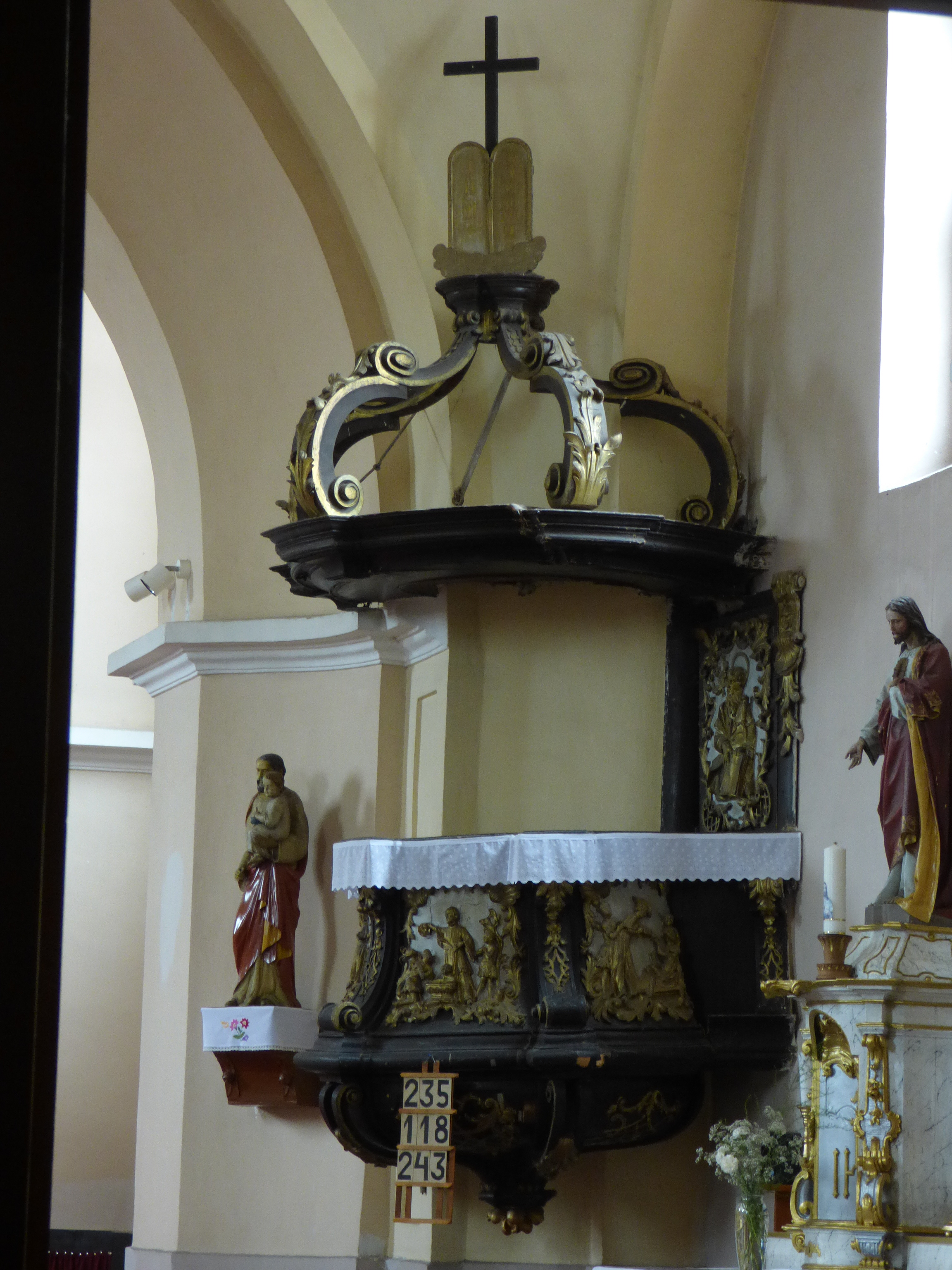
A templom szószéke
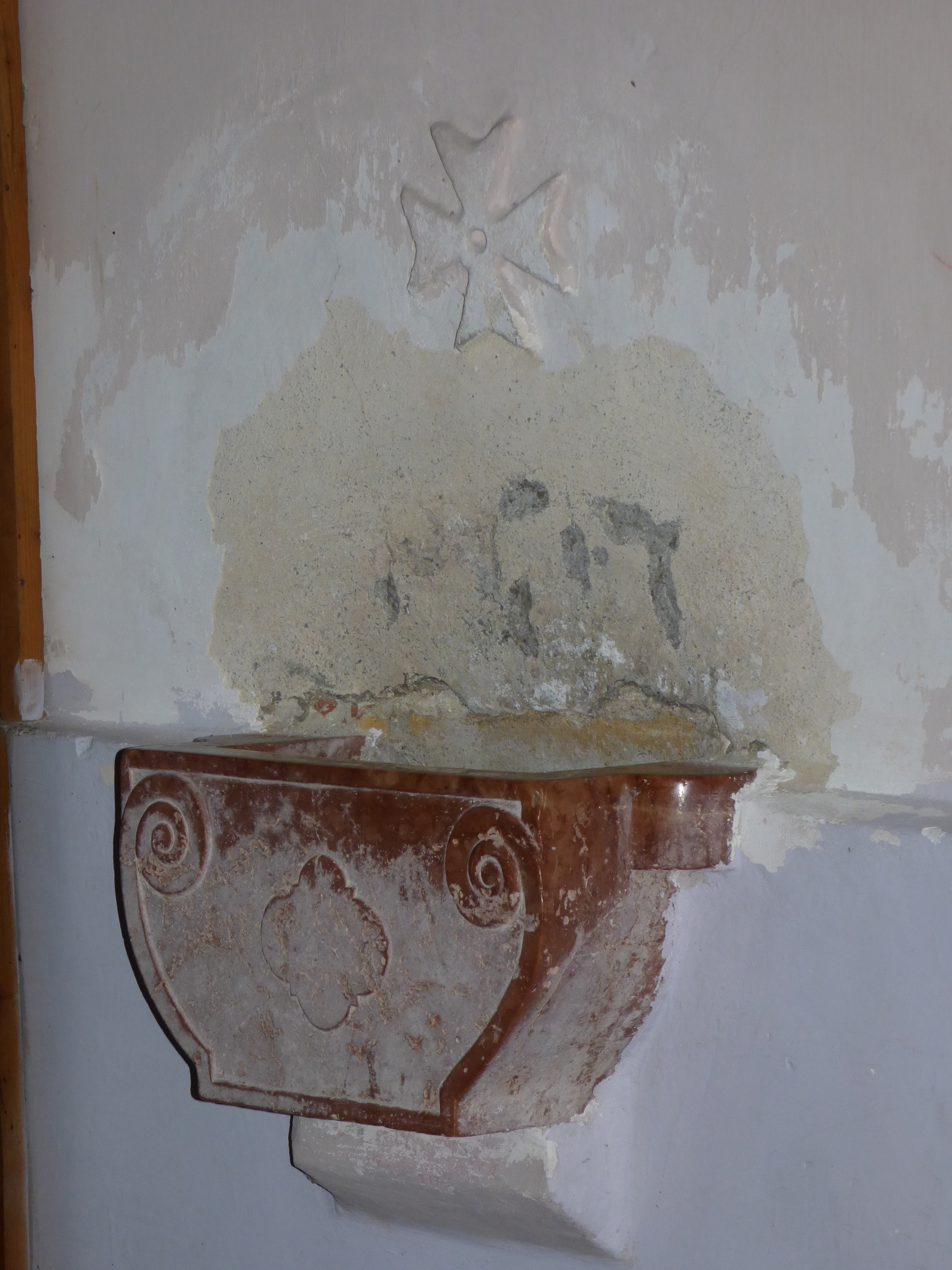
Nem egyforma a két szenteltvíztartó a máriahalmi templomban, ez a jobb oldali
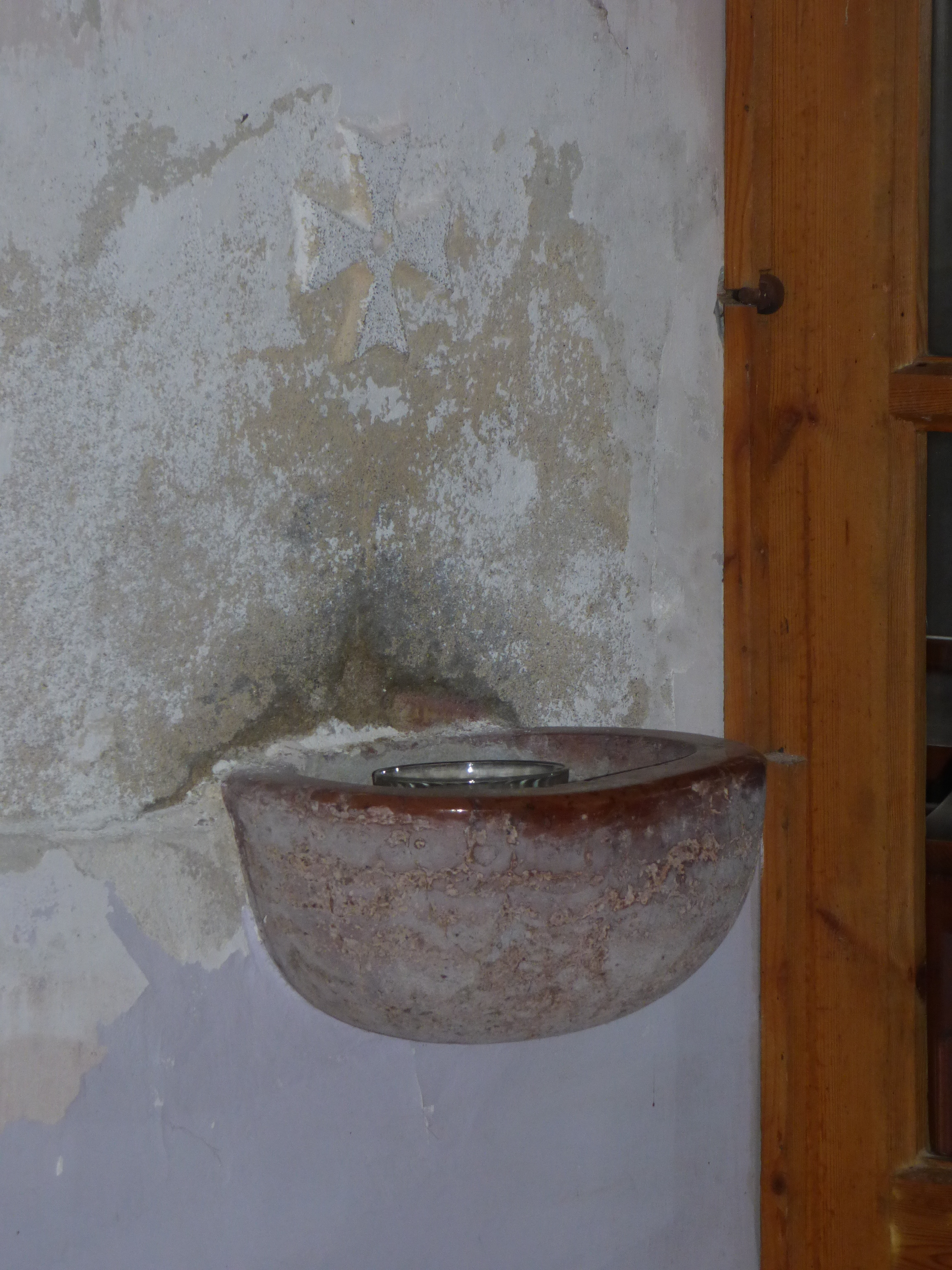
A bal oldali szenteltvíztartó
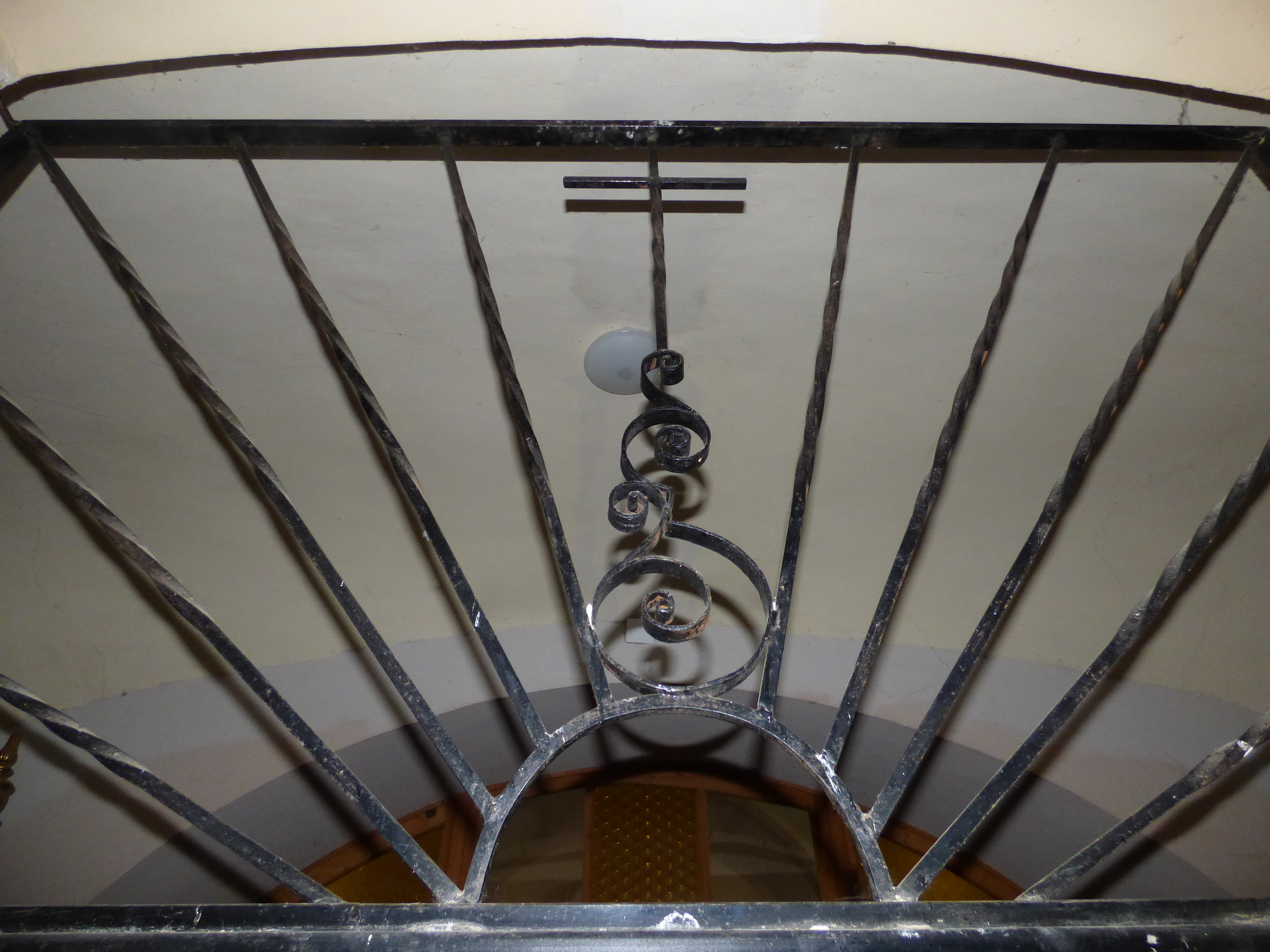
A szélfogóban kihelyezett vasrács részlete